# Jamie Oleksiak
Jamieson „Jamie” Oleksiak (ur. 21 grudnia 1992 w Toronto, Ontario) – kanadyjsko-amerykański hokeista pochodzenia polskiego, reprezentant Kanady.
Syn pochodzącego z Polski Richarda Oleksiaka, który był sportowcem i został scenarzystą filmowym. Jego brat Jake (ur. 1982) także został hokeistą. Ma także trzy siostry: pływaczkę Penelope (ur. 2000), wioślarkę Hayley oraz Claire.

## Kariera
- Toronto Nationals Minor Midget AAA (2007-2008)
- Crestwood Prep (2008)
- Little Caesars U18 (2008-2009)
- Chicago Steel (2009-2010)
- Sioux Falls Stampede (2010)
- Northeastern Huskies (2009-2010)
- Saginaw Spirit (2011-2012)
- Niagara IceDogs (2012)
- Texas Stars (2012-2017)
- Dallas Stars (2013-2017)
- Pittsburgh Penguins (2017-2019)
- Dallas Stars (2019-2021)
- Seattle Kraken (2021-)

Wychowanek klubu Toronto Marlboros M.H.A. Występował w ligach młodzieżowych w Kanadzie, następnie w amerykańskich rozgrywkach juniorskich USHL, akademickich NCAA w barwach drużyny uczelni Northeastern University oraz kanadyjskiej lidze juniorskiej OHL w strukturze CHL. W międzyczasie w drafcie NHL z 2011 został wybrany przez Dallas Stars (jako historycznie wybrany z najwyższym numerem zawodnik z Uniwersytetu Northeastern). Kontrakt wstępujący z tym klubem podpisał w czerwcu 2011. Poczynając od sezonu NHL (2012/2013) został zawodnikiem kadry Dallas Stars w NHL, jednak głównie był przekazywany do amerykańskiego klubu farmerskiego, Texas Stars, w lidze AHL. W lipcu 2015 podpisał roczny kontrakt z Dallas Stars. Przedłużał umowę z klubem o rok w lipcu 2016 i w sierpniu 2017. W grudniu 2017 został zawodnikiem Pittsburgh Penguins. Pod koniec stycznia 2019 ogłoszono jego powrót do Dallas Stars. W lipcu 2021, w ramach expansion draft, został zawodnikiem nowego klubu NHL, Seattle Kraken.
Reprezentował USA podczas juniorskiego turnieju im. Ivana Hlinki. W 2011 zdecydował się na reprezentowanie Kanady. Uczestniczył w turnieju mistrzostw świata juniorów do lat 20 w 2012.

## Sukcesy i osiągnięcia

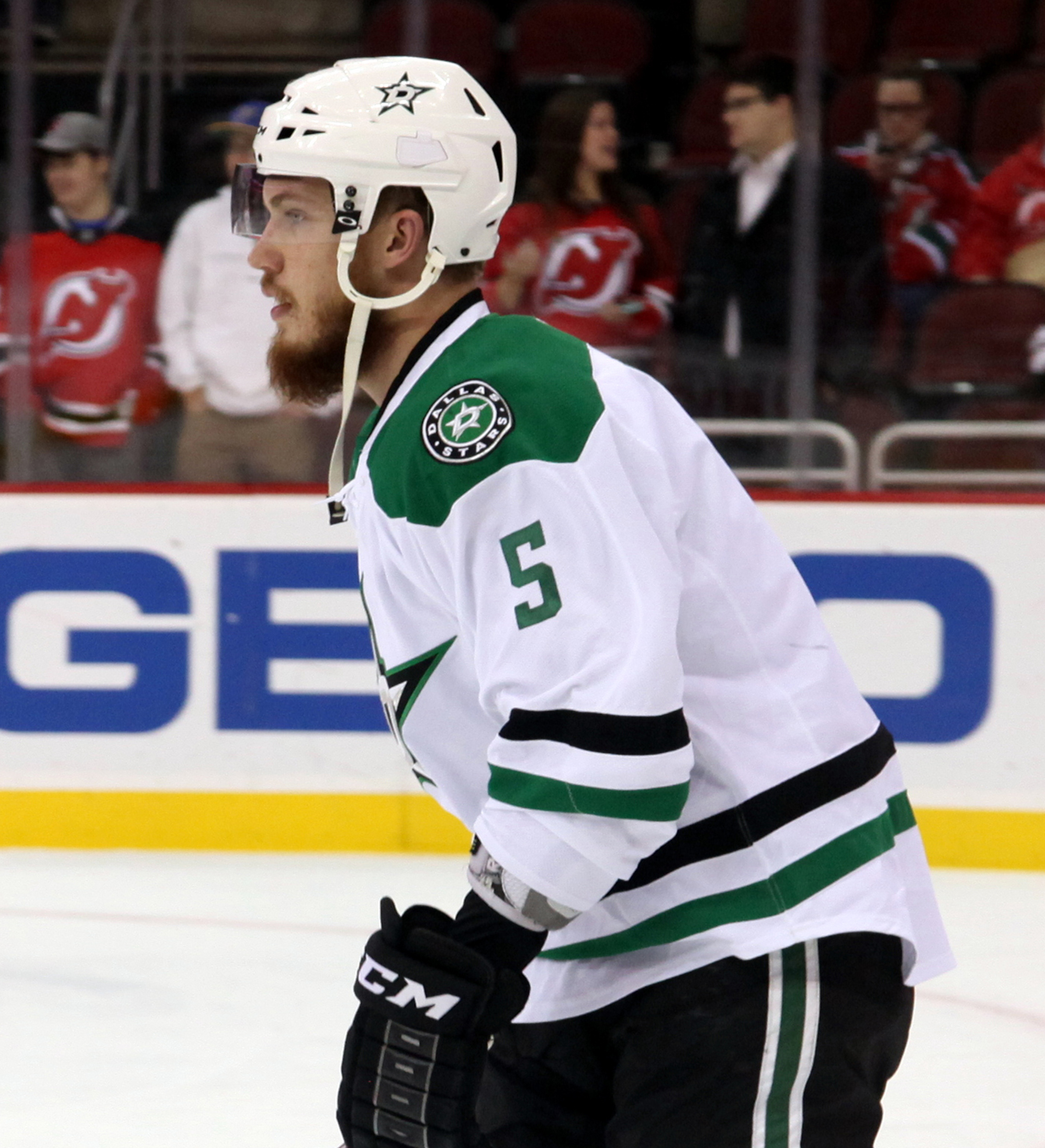
Jamie Oleksiak w barwach Dallas Stars (2014)

Reprezentacyjne
- Brązowy medal mistrzostw świata juniorów do lat 20: 2012

Klubowe
- Emms Trophy: 2012 z Niagara IceDogs
- Bobby Orr Trophy: 2012 z Niagara IceDogs
- Mistrzostwo dywizji AHL: 2013, 2014 z Texas Stars
- Mistrzostwo konferencji AHL: 2010, 2014 z Texas Stars
- Robert W. Clarke Trophy: 2014 z Texas Stars
- Puchar Caldera – mistrzostwo AHL: 2014 z Texas Stars

Indywidualne
- Sezon AHL (2012/2013):
  - Najlepszy pierwszoroczniak miesiąca - stycznia 2013
  - Mecz Gwiazd AHL